# Бендерли Мехмед Селим Сырры-паша
Бендерли Мехмед Селим-паша или Мехмед Селим Сырры-паша (1771 Бендеры — 1831, Дамаск) — турецкий государственный и военный деятель, великий визирь Османской империи (14 сентября 1824 — 24 октября 1828)

## Биография
Родился в 1771 году в Бендерах (Молдавское княжество). Сын хотинского дворника Мустафы-аги. В 1819 году в звании визиря Бендерли Мехмед Селим-паша был назначен бейлербеем Силистрии.
14 сентября 1824 года Бендерли Мехмед Селим-паша был назначен султаном Махмудом II новым великим визирем Османской империи. В 1826 году участвовал в ликвидации янычарского корпуса и создании новой османской армии. Более 6 тысяч янычар были убиты и около 20 тысяч также были арестованы.
В 1828 году с началом войны с Россией великий визирь Бендерли Мехмед Селим-паша был назначен главнокомандующим османской армии в Румелии. Действовал крайне неудачно, не оказал достаточной военной помощи осажденному гарнизону в крепости Варна, который был вынужден капитулировать 29 сентября 1828 года.
24 октября того же 1828 года Бендерли Мехмед Селим-паша был снят с занимаемой должности великого визиря. Он был выслан в Галлиполи, а оттуда в Софию.
В 1830 года он был назначен на должность бейлербея Халеба в Сирии. В следующем 1831 году он был переведен на должность бейлербея Дамаска. Когда жители Дамаска и местный гарнизон янычар подняли восстание, Селим-паша укрылся в Дамасской крепости. После 40-дневной осады ему был обещан безопасный проход, но он был убит прежде, чем смог покинуть город.